# 克勞福德·威爾森
克勞福德·威爾森（英語：Crawford Wilson，1990年6月19日—）是美國的一位演員和配音演員。他是日本動畫降世神通英語版的配音演員之一，此外他也擔任眾多遊戲的配音。2015年，他出演了自己的首部電影。